# 水上カオリ
水上 カオリ（みなかみ - 、10月16日 - ）は日本の女性イラストレーター。東京都出身。代表作として、アクエリアンエイジのイラストや小説の挿絵などを担当する。

## 主な作品

### 漫画
- 空想画廊（電撃コミックス/電撃大王ジェネシス連載）
- 新マンガ日本史 第29号「春日局」（朝日新聞出版）

### 小説挿絵
- 秋津島（鷹野祐希）
- 第61魔法分隊（伊都工平）
- パステルと空飛ぶキャンディ（志麻友紀）
- ひなた橋のゴーストペイン（有澤翔）
- ペイル・スフィア 〜哀しみの青想圏〜（富永浩史）
- ホーム・チェリー・ホーム（結城貴夜）
- 世界で一番優しい機械 〜SOFT MACHIN〜（榊一郎）
- リリカル・ミステリー 白い花の舞い散る時間（友桐夏）
- リリカル・ミステリー 春待ちの姫君たち（友桐夏）
- リリカル・ミステリー 盤上の四重奏（友桐夏）
- リリカル・ミステリー 楽園ヴァイオリン（友桐夏）
- 竹取物語 蒼き月のかぐや姫（時海結以）

### イラスト
- アクエリアンエイジシリーズ カードイラスト
- たの幼 ひめぐみ イラスト
- 電撃hp イラスト
- ファンタジアバトルロイヤル イラストストーリー
- 百合天国（大都社）表紙

### イラスト集
- 水上カオリ画集 -宝石匣-